# Membranofony

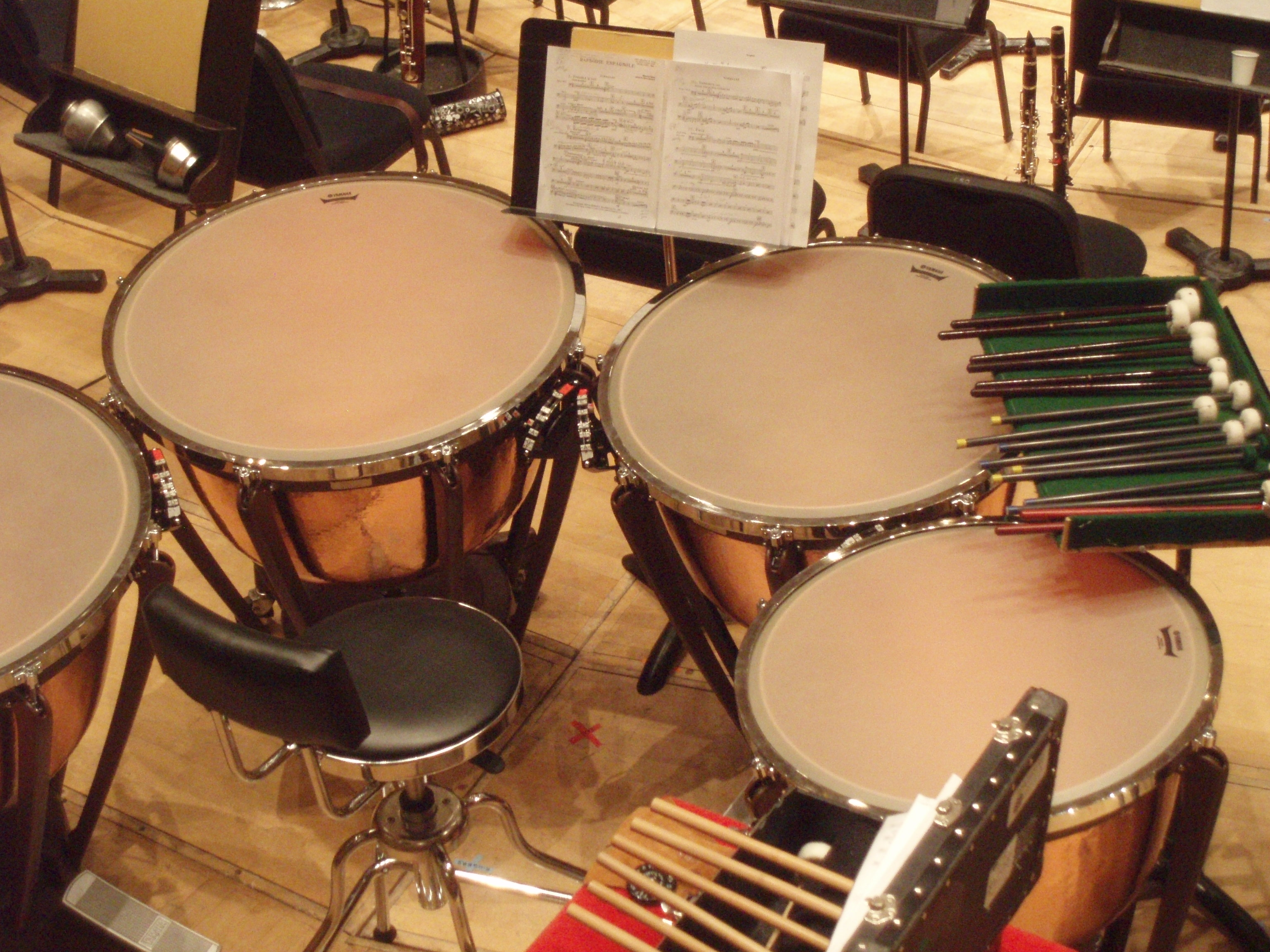
Kotły – membranofony uderzane o określonej wysokości dźwięku

Membranofony – w klasyfikacji naukowej grupa instrumentów muzycznych, w których źródłem dźwięku (wibratorem) jest drgająca membrana (zazwyczaj skóra lub błona) napięta na rezonatorze (ramce o dowolnym kształcie lub korpusie otwartym bądź sklepionym z jednej strony). Dźwięk wydobywa się uderzając membranę pałką (bez główki lub z główką z filcu, drewna, gumy itp.), palcami lub dłonią, pocieranie dłonią, palcami, stalową szczoteczką, smyczkiem, uderzanie membraną o dłoń, łokieć lub kolano lub zadęcie. Membranofony razem z idiofonami tworzą grupę instrumentów perkusyjnych. Rozróżnia się membranofony o wysokości dźwięku nieokreślonej (np. bębny) i określonej (np. kotły). W orkiestrze wchodzą w skład perkusji i służą przede wszystkim do podkreślenia rytmu.

## Budowa i zasada działania

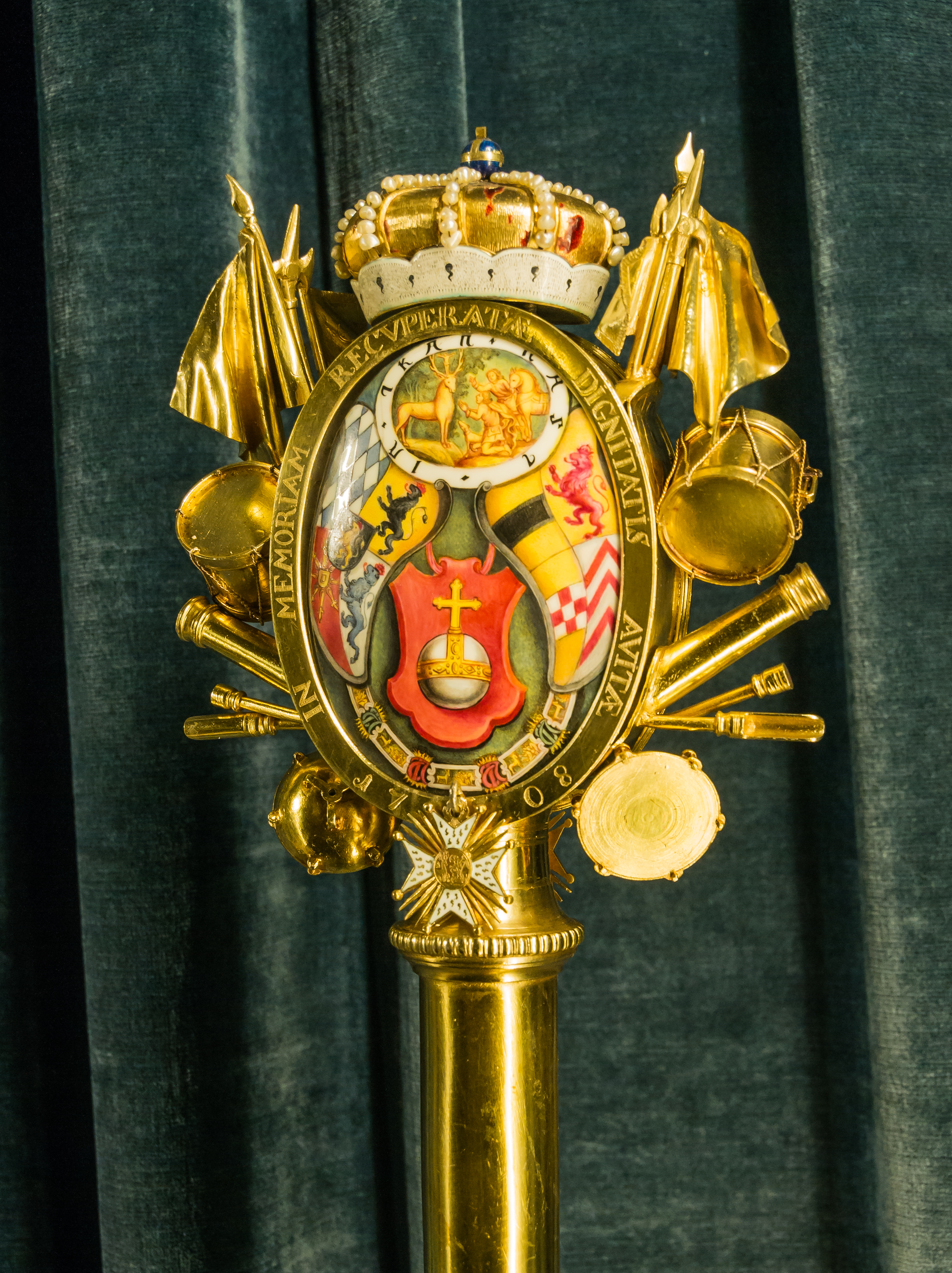
Werble i kotły w głowicy berła Wielkiego Mistrza Zakonu Świętego Huberta

Przez pojęcie „membrana” rozumiane jest ciało stałe o bardzo małej grubości w stosunku do długości i szerokości. Membrana z natury jest niesprężysta. Przez równomierne napięcie jej na otwartym obwodzie kolistego naczynia (cylindra) uzyskuje sprężystość i zdolność do wykonywania drgań, które są źródłem dźwięków. Drgania membrany rozchodzą się we wszystkich kierunkach w postaci fali głosowej, odbijają od obudowy i interferują tworząc wielowęzłowe fale stojące i generując szereg tonów nieharmonicznych – wieloton odbierany przez zmysł słuchu jako szum.
Niektóre membranofony (np. kotły) wydają dźwięki o określonej wysokości – możliwe jest to poprzez rezonansowe wzmocnienie jednej z częstotliwości membrany korpusem i słupem powietrza w nim zawartym.
Membrany wykonuje się ze skóry lub tworzyw sztucznych (PET). Do korpusu moga być przyklejone, przybite gwoździami, zaczepione na kołkach bocznych lub osznurowane. Membranofony mogą być wyposażone w jedną lub w dwie membrany. W dwumembranowych, wzdłuż nieuderzanej membrany mogą być rozciągnięte napięte struny lub spiralne sprężynki (np. werbel głęboki i taraban). Korpusy wykonuje się z drewna, orzechów kokosowych, tykwy, bambusa, gliny, metalu lub tworzyw sztucznych. Mają kształt cylindryczny, beczułkowaty, stożkowy, klepsydrowy, pucharowy, półkulisty, misowy lub obręczowy.
Barwa dźwięku zależy od sposobu pobudzania membrany do drgań (pałka, miotełka, palce, dłoń), materiału, z którego wykonana jest końcówka uderzającej pałki, oraz miejsca uderzenia.

## Podział

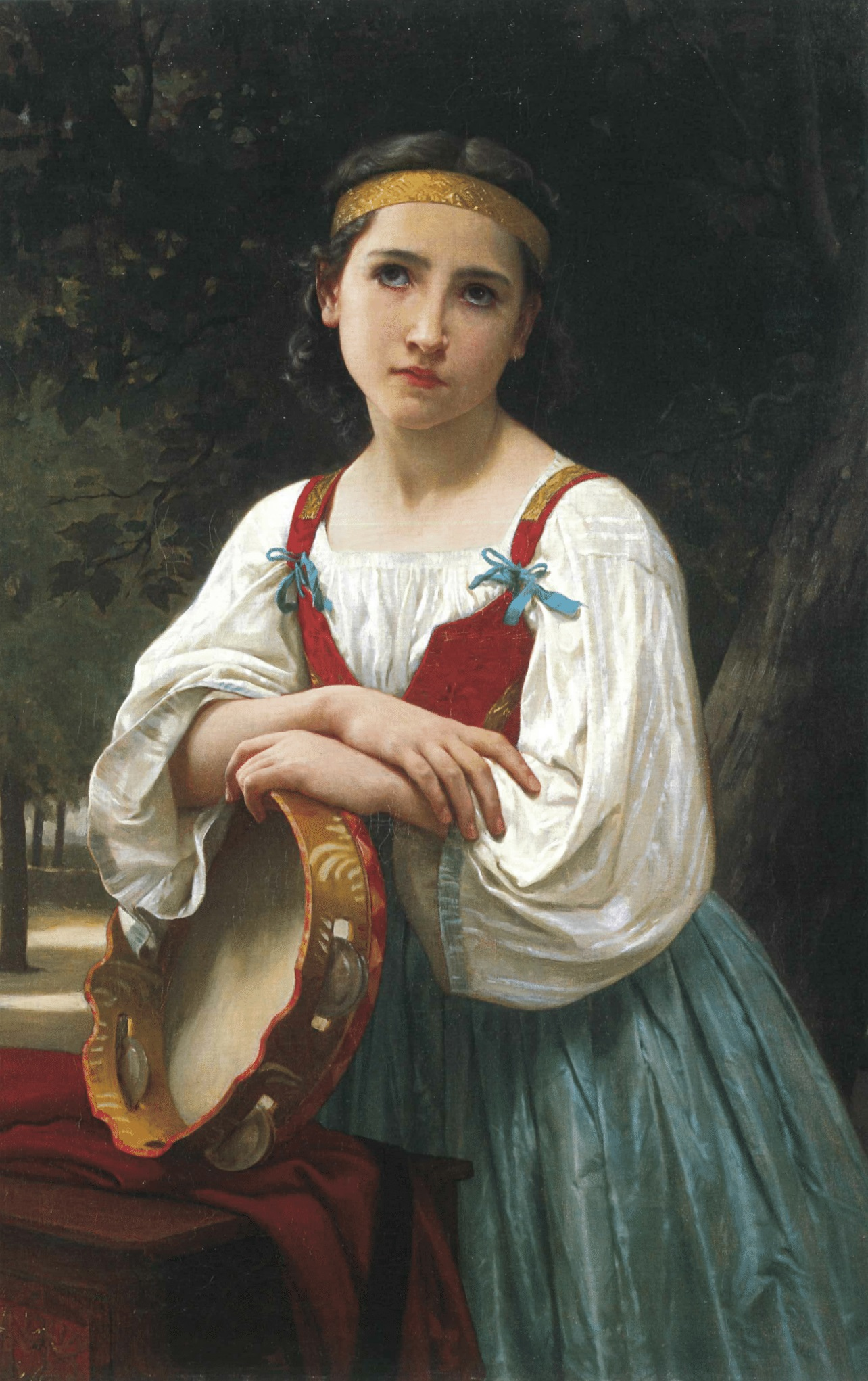
„Cyganka z tamburynem”, William-Adolphe Bouguereau

### Hornbostela-Sachsa
W opracowanej w 1914 przez Ericha Moritza von Hornbostela i Curta Sachsa, zrewidowanej w 2001 przez Konsorcjum MIMO klasyfikacji naukowej membranofonom przypisany jest identyfikator główny 2 i kolejno:
- 21: Bębny uderzane – uderzane są membrany (np. kotły, werbel, bęben), tamburyn,
- 22: (uchylono)
- 23: Bębny pocierane – membrana jest przystosowana do wibracji po potarciu (np. burczybas),
- 24: Mirlitony – membrana wibruje (rezonuje) pobudzana mówieniem lub śpiewem w jej kierunku; membrana sama nie jest źródłem dźwięków lecz jedynie modyfikuje ich brzmienie (np. kazoo).

Ponadto, klasyfikacja Hornbostela-Sachsa wprowadza przyrostki definiujące dodatkowe parametry:
- -1: wibracje są połączone z przetwornikiem dla uzyskania sygnału elektrycznego, emitowanego poprzez wzmacniacz i głośniki,
- -6: z membraną przyklejoną do bębna,
- -7: z membraną przybitą do bębna,
- -8: z membraną przysznurowaną do bębna,
- -9: z membraną mocowaną obejmą.

### Wg konstrukcji
Ze względu na konstrukcję membranofony dzieli się na:
- kotły – membrana jest napięta, korpus jest z jednej strony sklepiony,
- bębny – membrana jest napięta, korpus jest otwarty z obu stron,
- mirlitony – membrana jest luźna, lekko przymocowana do ramki instrumentu, korpus ma kształt dowolny.

### Wg incytatora
Incytator jest elementem pobudzającym drgania źródła dźwięku instrumentu muzycznego. Ze względu na sposób pobudzania drgań membranofony dzieli się na:
- uderzane – pałką[3], palcami lub dłonią[4] (np. kotły, bęben)[5],
- pocierane – dłonią, palcami, stalową szczoteczką, smyczkiem (np. bęben obręczowy)[5],
- dęte – strumieniem powietrza (zadęcie[2], np. kazoo)[5].

### Wg wysokości dźwięku
Ze względu na wysokość emitowanego dźwięku wyróżnia się membranofony:
- o określonej wysokości dźwięku, np. kotły, tom-tom jednostronny, bongosy[16],
- o nieokreślonej wysokości dźwięku, np. bęben mały, bęben wielki, tom-tom dwustronny, bębenek baskijski, bębenek ręczny, kociołki kubańskie, kongi[16].

## Historia

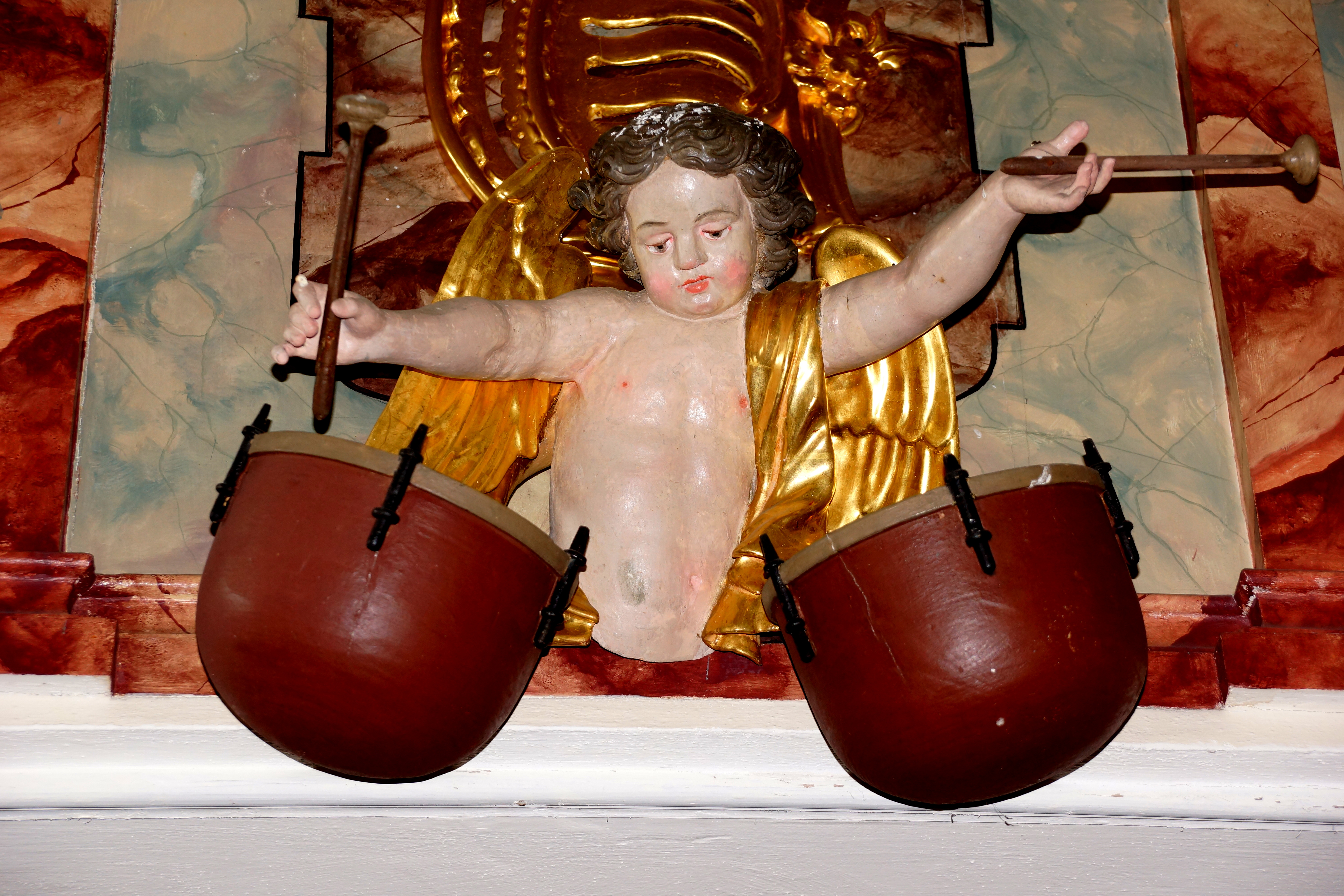
Rzeźba putta grającego na kotłach w balustradzie empory kościół nawiedzenia Najświętszej Maryi Panny w Hohenburgu

Membranofony używane były przez ludy pierwotne jako narzędzia sygnałowe (np. skóra napięta na spróchniałym pniu) i obrzędowe; później zaczęły służyć do podkreślenia rytmu podczas tańca. Chronologicznie starsze są bębny; kotły pojawiły się później.
Najstarsze znane membranofony – bębny – z terenów Europy pochodzą z neolitu. Małe bębny z cylindrycznym korpusem i dwiema błonami napiętymi na przeciwległych stronach walca znane były na różnych kontynentach. W starożytnym Egipcie znane były dwa rodzaje: mały, okragły lub czworokątny kem-kem i duży, dwumembranowy bęben wojskowy. Z epoki koczowniczej Hebrajczków pochodzi bęben obręczowy tof z brzęczącymi blaszkami na obwodzie. Najwięcej odmian kształtów i wymiarów bębnów wykształciła kultura arabska. W środkowej Europie zostały przejęte z kultury starożytnego Rzymu. Bębenki obręczowe znane są w Europie co najmniej od wczesnego średniowiecza.
Kotły pojawiły się najwcześniej prawdopodobnie w krajach azjatyckich. Przodek kotłów – instrument z półkulistym rezonatorem i skórzaną membraną – przywędrował do średniowiecznej Europy z Bliskiego Wschodu, gdzie nosił nazwę naggara. Do orkiestry wprowadzone zostały w XVII wieku.